# Mariano Torresi
Mariano Luis Torresi (Mendoza, Argentina, 26 de enero de 1981) es un exfutbolista argentino que jugaba de mediocampista.

## Trayectoria
Empezó su carrera en Godoy Cruz, tuvo un breve paso por Newell's Old Boys. En 2004 volvió al tomba. En 2007 jugó para Apollon Limassol de Chipre. Un año más tarde regresó a la Argentina para jugar en San Martín de San Juan y luego en Instituto de Córdoba. A mediados de 2011 llegó a Estudiantes de Buenos Aires. En 2012 fue transferido a Barracas Central. A mediados del año 2013, arribó a Deportivo Merlo.

## Clubes
| Club                                     | País      | Año       | Partidos | Goles |
| ---------------------------------------- | --------- | --------- | -------- | ----- |
| Godoy Cruz                               | Argentina | 1998-2003 | 165      | 33    |
| Newell's                                 | Argentina | 2003-2004 | 0        | 0     |
| Godoy Cruz                               | Argentina | 2004-2007 | 92       | 21    |
| Apollon Limassol                         | Chipre    | 2007-2008 | 31       | 7     |
| Dorados de Sinaloa                       | México    | 2008-2009 | 7        | 0     |
| San Martín (SJ)                          | Argentina | 2009-2010 | 37       | 11    |
| Instituto                                | Argentina | 2010-2011 | 23       | 1     |
| Estudiantes (BA)                         | Argentina | 2011-2012 | 40       | 7     |
| Barracas Central                         | Argentina | 2012-2013 | 25       | 4     |
| Deportivo Merlo                          | Argentina | 2013-2014 | 27       | 6     |
| Libertad                                 | Argentina | 2014-2015 | 16       | 2     |
| Cipolletti                               | Argentina | 2015      | 31       | 9     |
| Club Gimnasia y Esgrima (C. del Uruguay) | Argentina | 2016-2017 | 23       | 2     |